# Клер Леманн
Клер Леманн (англ. Claire Lehmann; нар. 18 липня 1985) — австралійська журналістка та редакторка-засновниця мережевого журналу «Quillette».

## Особисте життя
Клер Леманн народилась 18 липня 1985 року в родині колишнього вчителя та логопеда; виросла в Аделаїді, Південна Австралія. 2010 року здобула ступінь бакалавра психології та англійської мови в Аделаїдському університеті з першокласною відзнакою. Здобуваючи післядипломну освіту в галузі психології, залишила навчання у зв'язку з вагітністю та народженням дитини. Одружена, має двох дітей. Є зведеною донькою поета Джоффрі Леманна.